# PRIM2
PRIM2 (англ. Primase (DNA) subunit 2) – білок, який кодується однойменним геном, розташованим у людей на короткому плечі 6-ї хромосоми. Довжина поліпептидного ланцюга білка становить 509 амінокислот, а молекулярна маса — 58 806.
| 10         |  | 20         |  | 30         |  | 40         |  | 50         |
| ---------- |  | ---------- |  | ---------- |  | ---------- |  | ---------- |
| MEFSGRKWRK |  | LRLAGDQRNA |  | SYPHCLQFYL |  | QPPSENISLI |  | EFENLAIDRV |
| KLLKSVENLG |  | VSYVKGTEQY |  | QSKLESELRK |  | LKFSYRENLE |  | DEYEPRRRDH |
| ISHFILRLAY |  | CQSEELRRWF |  | IQQEMDLLRF |  | RFSILPKDKI |  | QDFLKDSQLQ |
| FEAISDEEKT |  | LREQEIVASS |  | PSLSGLKLGF |  | ESIYKIPFAD |  | ALDLFRGRKV |
| YLEDGFAYVP |  | LKDIVAIILN |  | EFRAKLSKAL |  | ALTARSLPAV |  | QSDERLQPLL |
| NHLSHSYTGQ |  | DYSTQGNVGK |  | ISLDQIDLLS |  | TKSFPPCMRQ |  | LHKALRENHH |
| LRHGGRMQYG |  | LFLKGIGLTL |  | EQALQFWKQE |  | FIKGKMDPDK |  | FDKGYSYNIR |
| HSFGKEGKRT |  | DYTPFSCLKI |  | ILSNPPSQGD |  | YHGCPFRHSD |  | PELLKQKLQS |
| YKISPGGISQ |  | ILDLVKGTHY |  | QVACQKYFEM |  | IHNVDDCGFS |  | LNHPNQFFCE |
| SQRILNGGKD |  | IKKEPIQPET |  | PQPKPSVQKT |  | KDASSALASL |  | NSSLEMDMEG |
| LEDYFSEDS  |  |            |  |            |  |            |  |            |

A: Аланін

C: Цистеїн

D: Аспарагінова кислота

E: Глутамінова кислота

F: Фенілаланін

G: Гліцин

H: Гістидин

I: Ізолейцин

K: Лізин

L: Лейцин

M: Метіонін

N: Аспарагін

P: Пролін

Q: Глутамін

R: Аргінін

S: Серин

T: Треонін

V: Валін

W: Триптофан

Кодований геном білок за функціями належить до трансфераз, фосфопротеїнів. 
Задіяний у таких біологічних процесах, як транскрипція, реплікація ДНК, альтернативний сплайсинг. 
Білок має сайт для зв'язування з іонами металів, іоном заліза, ДНК, групою 4Fe-4S, залізо-сірчаною групою. 